# チャド・ヒューゴ

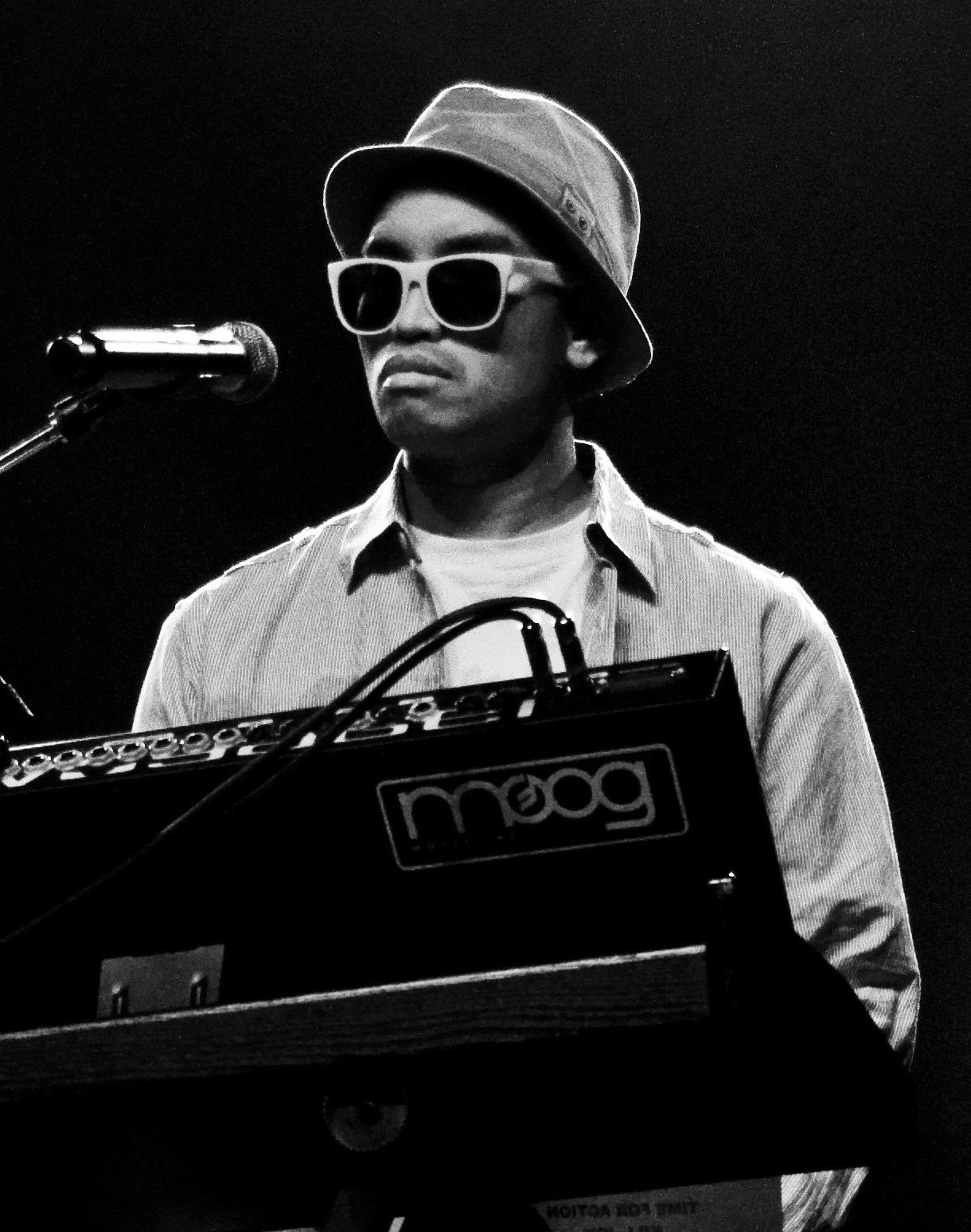
N.E.R.Dで演奏中。2009年7月、サンフランシスコ

チャールズ・エドワード "チャド" ヒューゴ（Charles Edward "Chad" Hugo、1974年2月24日 - )はアメリカの音楽家・プロデューサー。
プロデューサー・チーム「ネプチューンズ」、音楽グループN.E.R.Dの構成員として知られる。
サックス・ピアノ・ギターを演奏する。
相方ファレル・ウィリアムスと、無数のナンバーワン・ヒットを放った。

## 経歴
ヴァージニア州ポーツマスでフィリピン系の両親のもとに生まれる。育ったのはヴァージニア・ビーチ。父は海軍の退役軍人、母は研究所の技術者だった。1986年（12歳）、ミュージシャンの夏合宿でファレルと出会う。二人は合宿がきらいだった。二人は作業を始め、ビートをミックスし、いろんなバンドに参加し演奏した。
1992年、二人は別々の高校に通っていたが、ウィリアムズがレクスン・エフェクトの大ヒット曲「ランプ・シェーカー」のヴァースを書き、大金を稼ぐ。
彼には子供が二人いる。

## 仕事
数年間は先輩テディー・ライリーのもとでブラックストリートやSWVの曲を制作。その後、ラッパーのN.O.R.E.やミスティカルをブレイクさせた。独自のサウンドでジェイ・Zなどのメガ・スターたちをプロデュース。BMG音楽出版社と契約。
2002年、The Source Awardsとビルボード・ミュージック・アワードで年間最優秀プロデューサー賞受賞。
2003年、自分たちのアルバムThe Neptunes Presents... Clonesを発表。ビルボードで初登場一位。
ヒップホップ雑誌Sourceで「ファレルがカーク船長ならチャドはミスター・スポックだね」と評された。「たいがいはファレルがビートやメロディーを作る。僕は彼のバンドでありシークエンサーだ。でも役割が入れ替わることもあるよ」と発言。Kennaの2003年アルバム New Sacred Cowでは単独制作した。
ケナのセカンド『Make Sure They See My Face』、2011年の EP『 Land 2 Air Chronicles I - Chaos & The Darkness』でもだいたいを制作。
2011年、DJチーム"Missile Command"をDaniel Biltmoreと結成。Fool's Gold Recordsと契約。2011年"Foolcast #22"、2013年"Why Fight the Space Age?"と二つのミックステープを発表。Paul Banksとバンド 「No Planes In Space」も組んだ。
最近はアール・スウェットシャツのデビュー作Doris、No Maliceのデビュー作Hear Ye Him、Odd Futureのスピンオフ・グループThe InternetのセカンドFeel Goodを制作。
Kennaの新EP Land 2 Air Chronicles II: Imitation Is Suicideを制作、2013年に発表。
マレーシアの歌姫Yunaの2013年作Nocturnalの中の"Someone Who Can"も制作した。

## 参考
- The Neptunes discography

## 参照
1. ↑  “Chad Hugo is a N.E.R.D. to be recognized - today > entertainment - Music”.   TODAY.com (2008年6月17日). 2014年2月18日閲覧。
2. ↑  Moss, Corey (2003年9月25日). “Kenna Hopes To Kick Down The Door With Chad Hugo Remix - Music, Celebrity, Artist News”.   MTV.com. 2014年2月18日閲覧。
3. ↑  “Chad Hugo | FOOL'S GOLD”.   Foolsgoldrecs.com (2011年4月28日). 2012年4月16日閲覧。
4. ↑  “Instagram”.   Instagram. 2016年3月7日時点のオリジナルよりアーカイブ。2014年2月18日閲覧。
5. ↑  “iTunes - Music - Land 2 Air Chronicles II: Imitation Is Suicide - Chapter 1 - Single by Kenna”.   Itunes.apple.com (2013年9月3日). 2014年2月18日閲覧。